# Kerbal Space Program
『Kerbal Space Program』（カーバル・スペース・プログラム）は、メキシコに拠点を置くゲームデベロッパーSquadにより開発された宇宙開発シミュレーションゲームである。Windows、Mac OS X、Linuxに対応しており、海外ではコンシューマーゲーム版（Playstation 4、Xbox One）も販売されている。
2011年6月24日にSquadのKerbal Space Program Storeで発売が開始され、2013年3月20日にはSteamのアーリーアクセスに登場した。公式リリースは2015年4月27日である。Modを用いたゲームの改造や機能の追加に対応しており、開発元はMod作成者に向けた情報提供を行っている。 また、NASAを含む宇宙開発機関や、宇宙産業関係者からも注目されている。
2017年5月にSquadは、ゲームソフトウェア開発・販売会社であるテイクツー・インタラクティブ（英: Take-Two Interactive）によってカーバル・スペース・プログラムが買収され、Squadはパソコンゲーム版と並行してコンシューマーゲーム版を更新し続けるための支援を受けると発表した。 その後、海外ではPlayStation 4とXbox One用の新パッケージであるEnhanced Editionが、テイクツー・インタラクティブの販売子会社Private Divisionから2018年1月4日に発売された。
ゲームの機能を拡張するダウンロードコンテンツ (DLC) が２つ発売されている（追加コンテンツ参照）

## ゲームの内容
このゲームは、太陽系に似た惑星配列を持つところにある、Kerbol（ゲーム内表記では太陽（Sun）と表記）と呼ばれる架空の恒星の第三惑星に位置するKerbinという惑星を拠点に、自分だけの宇宙船を作り、宇宙に飛び立つことを目的とする。飛び立った後は惑星やその衛星に着陸、調査を行った後、Kerbinへと帰還。調査によって得られるサイエンスポイントと呼ばれる経験値を貯めていき、ロケットの強化と宇宙飛行を繰り返す。

また、宇宙船以外にも飛行機や、潜水艇といった調査用の乗り物を作ることも可能。地球でいう人間に相当するKerbinの生物、Kerbalたちも、船外活動状態で操作することができ、ロケットに搭乗させることもできる。

### ゲームモード
プレイヤーは新規ゲームを生成する際に、サンドボックス、サイエンス、キャリアの3つのゲームモードの中からゲームを始められる。
サンドボックスモードは、全てのパーツを費用なしに使え、自由に組み立てと飛行を行なえるモード。そのかわり、サイエンスやキャリア関連の要素が省かれている。
サイエンスモードは、ロックが解除されたパーツを費用なしに使え、KerbinやKerbol系全体の場所でのさまざまな実験で「サイエンスポイント」を貯めることによって、研究開発センターでパーツの技術ツリーを開放（ロックを解除）してゲームを進めていくモード。
キャリアモードは、サイエンスに加え、資金、名声などの要素が加わり、乗組員のレベル上昇と職種による個性化が適用される。施設レベルによる様々な制限があり、施設のアップグレードや、パーツに費用が掛かるモード。

### 追加コンテンツ
ゲームの機能を拡張するダウンロードコンテンツ (DLC) として、サターンVやボストークといった実在するロケットと宇宙開発の歴史をモチーフにした Making History が2018年3月に、また探索や科学実験、ロボティクスを強化した Breaking Ground が2019年5月に、それぞれ発売された。

## その他
続編にあたる Kerbal Space Program 2のPC版は2023年2月24日にアーリーアクセスでの販売が開始された。コンシューマー版はそれ以降に発売される予定。
上記のとおりロケット製作から宇宙空間・惑星での移動の学習用教材として取り入れている国も存在する。